# Société européenne d'astronomie
La Société européenne d'astronomie (EAS) est une société savante, fondée en vertu du Code civil suisse en 1990, en tant qu'association pour contribuer et promouvoir l'avancement de l'astronomie en Europe et pour traiter des questions astronomiques au niveau européen. Il s'agit d'une société d'astronomes professionnels individuels, et tous les astronomes européens peuvent en être membres indépendamment de leur dommaine de travail, de leur pays de travail ou de leur origine. La société offre un forum de discussion sur tous les aspects du développement astronomique en Europe et est l'organisation qui représente les intérêts des astronomes dans les discussions sur les développements à l'échelle européenne.
Maarten Baes est le rédacteur de la newsletter EAS.

## Présidents
Le président de la Société européenne d'astronomie préside le conseil d'administration de l'EAS et assure la liaison avec des sociétés similaires dans les pays du monde entier, ainsi qu'avec l'Union astronomique internationale au nom de la communauté astronomique européenne. La première personne à détenir le titre de président de la Société européenne d'astronomie fut Lodewijk Woltjer, poste qu'il occupa depuis la création de l"EAS jusqu'en 1994. Ce poste est pour un mandat de quatre ans, comme les autres fonctions de la Société astronomique européenne. Thierry Courvoisier et Roger Davies (en) sont les seuls titulaires à avoir été réélus pour un second mandat.
Le président actuel est Roger Davies (Oxford, Royaume-Uni), qui a pris ses fonctions en 2017.
| # | Image | Nom                         | Année de début | Année de fin   | Remarques | Références |
| - | ----- | --------------------------- | -------------- | -------------- | --------- | ---------- |
| 1 |       | Lodewijk Woltjer            | 1990           | 21 août 1993   |           | [ 1 ]      |
| 2 |       | Paul Murdin                 | 21 août 1993   | 5 juillet 1997 |           | ,          |
| 3 |       | Jean-Paul Zahn              | 5 juillet 1997 | 2001           |           | ,          |
| 4 |       | Harvey Raymond Boucher (en) | 2001           | 2006           |           |            |
| 5 |       | Joachim Krautter            | 2006           | 2010           |           |            |
| 6 |       | Thierry Courvoisier         | 2010           | 2017           |           |            |
| 7 |       | Roger Davies (en)           | 2017           | 2026           |           | ,          |

## Prix
| Année de création | Prix                                                    | Objet du prix | Objet du prix | Remarques                                                                                        |
| ----------------- | ------------------------------------------------------- | --- | --- | ------------------------------------------------------------------------------------------------ |
| 2008              | Prix Tycho Brahe (en)                                   | Décerné en reconnaissance du développement ou de l'exploitation d'instruments européens, ou pour des découvertes majeures basées en grande partie sur de tels instruments. | Décerné en reconnaissance du développement ou de l'exploitation d'instruments européens, ou pour des découvertes majeures basées en grande partie sur de tels instruments. | Nommé en l'honneur de l'astronome danois influent du XVIe siècle, Tycho Brahe.                   |
| 2010              | Conférence Lodewjk Woltjer                              | Honorer des astronomes d'une distinction scientifique exceptionnelle. | Honorer des astronomes d'une distinction scientifique exceptionnelle. | Nommé en l'honneur du premier président de la Société européenne d'astronomie, Lodewijk Woltjer. |
| 2013              | Prix MERAC                                              | Astrophysique théorique | Décerné au meilleur chercheur en début de carrière (les années impaires) et à la meilleure thèse de doctorat (les années paires).                                          |                                                                                                  |
| 2013              | Prix MERAC                                              | Astrophysique observationnelle | Décerné au meilleur chercheur en début de carrière (les années impaires) et à la meilleure thèse de doctorat (les années paires).                                          |                                                                                                  |
| 2013              | Prix MERAC                                              | Nouvelles technologies (instrumentales / informatiques) | Décerné au meilleur chercheur en début de carrière (les années impaires) et à la meilleure thèse de doctorat (les années paires).                                          |                                                                                                  |
| 2020              | Prix Fritz Zwicky d'astrophysique et de cosmologie (en) | Prix Fritz Zwicky d'astrophysique et de cosmologie (en) | Décerné à ceux qui ont obtenu des résultats fondamentaux et exceptionnels liés à l'astrophysique et/ou à la cosmologie.                                                    | Décerné tous les deux ans au nom de la Fondation Fritz Zwicky.                                   |